# Cubocephalus alacris
Cubocephalus alacris är en stekelart som först beskrevs av Cresson 1864.  Cubocephalus alacris ingår i släktet Cubocephalus och familjen brokparasitsteklar. Inga underarter finns listade i Catalogue of Life.